# ليمير غولدوير
ليمير غولدوير (بالإنجليزية: Leemire Goldwire)‏ مواليد 24 نوفمبر 1985 في بالم بيتش غاردنز، هو لاعب كرة سلة أمريكي. يلعب مع نادي بلدية آكهيسار سبور كلاعب هجوم خلفي. يبلغ طوله 6 قدم 1 بوصة (1.9 م).

## المسيرة الاحترافية
لعب مع نادي أكاديميك لكرة السلة في موسم 2008–2009، ثم لعب مع فولجور ليبرتاس فورلي في سنة 2011، ثم لعب مع أورورا باسكت ييزي في موسم 2013–2014، ثم لعب مع إس إس فليتشي سكاندون في الدوري الإيطالي في سنة 2014.

## روابط خارجية
- ليمير غولدوير على موقع كرة السلة الأوروبية.كوم (الإنجليزية)
- ليمير غولدوير على موقع كلية كرة السلة في سبورتس رفرنس.كوم (الإنجليزية)
- ليمير غولدوير على موقع ريلجم (الإنجليزية)
- ليمير غولدوير على موقع بروبوليرز (الإنجليزية)
- ليمير غولدوير على موقع سبورتس رفرنس (الإنجليزية)
- ليمير غولدوير على موقع سبورتس رفرنس (الإنجليزية)